# Ardisia hanceana
Ardisia hanceana Mez – gatunek roślin z rodziny pierwiosnkowatych (Primulaceae). Występuje naturalnie w Chinach (w prowincjach Kuangsi, Anhui, Fujian, Guangdong, Hunan, Jiangxi oraz Zhejiang), w Wietnamie oraz Laosie. 

## Morfologia
PokrójZimozielone drzewo lub krzew. Dorastaj do 1–3 m wysokości.
LiścieBlaszka liściowa jest skórzasta i ma lancetowaty kształt. Mierzy 9–12 cm długości oraz 2,5–4 cm szerokości, jest całobrzega lub karbowana na brzegu, ma tępą lub klinową nasadę i ostry lub spiczasty wierzchołek. Ogonek liściowy jest nagi i ma 5–10 mm długości.
KwiatyZebrane w wiechach przypominających baldachogrona, wyrastających na szczytach pędów. Mają działki kielicha o lancetowatym kształcie i dorastające do 2–3 mm długości. Płatki są owalne i mają białą barwę.
OwocPestkowce mierzące 8-10 mm średnicy, o kulistym kształcie.

## Biologia i ekologia
Rośnie na terenach bagnistych oraz w lasach. Występuje na wysokości około 1300 m n.p.m.